# ISO 17025
ISO 17025 – norma systemu zarządzania jakością opracowana w 1999 roku (pierwsza edycja) w celu ujednolicenia wymagań technicznych i wymagań z zakresu zarządzania jakością, przeznaczonych dla laboratoriów badawczych. 

## Druga edycja normy ISO 17025 została wydana w 2005 roku.
Wymagania opisano w dwóch rozdziałach.
Część pierwsza zawierała wymagania dotyczące:
- systemu zarządzania
- dokumentacji i zapisów
- zakupów usług i towarów
- obsługi klienta
- przeglądu zarządzania

W części drugiej normy zostały zebrane wymagania określające kompetencje techniczne laboratoriów w zakresie pomiarów i badań, w tym wymagania dotyczące:
- personelu
- warunków lokalowych i środowiskowych
- metod badań lub wzorcowań wraz z ich walidacją, szacowaniem niepewności
- pobierania próbek i postępowanie z obiektami do badań
- zapewnienia jakości badań
- sposobu przedstawiania wyników badań i wzorcowań

## Trzecie (aktualne) wydanie normy ISO 17025 zostało wydane w listopadzie 2017 roku.
Struktura trzeciego wydania normy nawiązuje do pozostałych norm serii ISO 17000 oraz norm serii ISO 9001. Standard składa się z pięciu sekcji:
- wymagania ogólne
- wymagania organizacyjne
- wymagania dotyczące zasobów
- wymagania dotyczące procesów
- wymagania w zakresie zarządzania.

Głównym celem wdrożenie systemu ISO 17025 jest poprawa jakości przeprowadzanych badań oraz pomiarów. Wymagania systemu ISO 17025 są głównie przeznaczone do laboratoriów badawczych i testujących w celu potwierdzenia ich kompetencji w zakresie przeprowadzanych badań, pomiarów i wzorcowań. Wymagania normy ISO 17025 są zgodne z wymaganiami jakościowymi normy ISO 9001 i stanowią jej uzupełnienie techniczne. Wdrożenie systemu ISO 17025 jest zakończone złożeniem wniosku do Polskiego Centrum Akredytacji, a następnie po pozytywnej weryfikacji dokumentacji i procedur, wydaniem akredytacji dla danego laboratorium.